# Vectidraco
Vectidraco (лат.) — род птерозавров из надсемейства Azhdarchoidea. Обнаружен в породах мелового периода (Atherfield Clay Formation, аптский ярус) на острове Уайт (Южная Англия, Великобритания). Возраст находки — 115 млн лет. Типовой и единственный вид — Vectidraco daisymorrisae.

## Описание
Предположительный размер ископаемой рептилии был около 35 см, а размах её крыльев достигал 75 см (размер взрослой особи мог быть больше). Вероятно, Vectidraco — самый мелкий представитель всех Azhdarchoidea, так как другие известные самые мелкие аждархоиды (китайские Sinopterus и Huaxiapterus из семейства тапеярид) имеют размах крыльев 114 и 143 см соответственно. По мнению авторов описания, Vectidraco по своей общей морфологии и пропорциям тела был сходен с родом Tapejara и другими мелкими птерозаврами надсемейства Azhdarchoidea, был беззубым, возможно, с гребнем на голове, имел сравнительно короткие крылья и был способен к четвероногой локомоции (как показано на рисунке).

## Этимология
Вид был назван V. daisymorrisae в честь 9-летней (на 2013-й год) девочки Дэйзи Моррис (англ. Daisy Morris), обнаружившей в 2009 году (в возрасте 4 лет) останки рептилии на побережье острова. Она любила ходить по пляжу и собирать кости животных, ракушки, черепа и зубы. По мнению соавтора описания палеонтолога Мартина Симпсона из Университета Саутгемптона, куда в 2009 году обратились родители девочки, если бы юная исследовательница не нашла окаменелости, то они могли быть уничтожены и смыты морским прибоем. Название рода Vectidraco происходит от греческого имени острова Уайт (Vectis) и слова дракон («дракон с острова Уайт»).